# Hipparchia kosswigi
Hipparchia kosswigi är en fjärilsart som beskrevs av De Lattin 1950. Hipparchia kosswigi ingår i släktet Hipparchia och familjen praktfjärilar. Inga underarter finns listade i Catalogue of Life.